# كريستينا ماير
كريستينا ماير (بالألمانية: Christina Meier-Höck)‏ (و. 1966  م) هي متزحلقة ألمانية، ولدت في روتاش-إيجرن، شاركت في الألعاب الأولمبية الشتوية 1994، والألعاب الأولمبية الشتوية 1992، والألعاب الأولمبية الشتوية 1988.

## روابط خارجية
- كريستينا ماير على موقع الاتحاد الدولي للتزلج (التزلج على المنحدرات الثلجية) (الإنجليزية)
- كريستينا ماير على موقع أوليمبيديا (الإنجليزية)